# Erythranthe grayi
Erythranthe grayi är en gyckelblomsväxtart som först beskrevs av Adele Lewis Grant, och fick sitt nu gällande namn av Guy L. Nesom. Erythranthe grayi ingår i släktet Erythranthe och familjen gyckelblomsväxter. Inga underarter finns listade i Catalogue of Life.